# Johannes von Eindhoven
Johannes von Eindhoven (* 1439 in Eindhoven; † 5. Oktober 1509 in Trier) war ein römisch-katholischer Geistlicher, Augustinerprior, Weihbischof in Trier und Titularbischof in Azotus.

## Leben
Nach einem Studium an der Universität zu Köln schloss sich Johannes von Eindhoven um das Jahr 1457 der Windesheimer Kongregation an, eine Vereinigung  der Augustiner-Chorherren. Er trat im Juli 1458 in das Kloster Eberhardsklausen ein, das von den Augustiner-Chorherren errichtet und 1461 geweiht wurde. Dort wurde er am 13. Dezember 1473 zum Prior gewählt, sorgte für den Weiterbau am Chor der Klosterkirche, stiftete einen Schnitzaltar aus Brabant und ließ die Klosterbibliothek ausbauen.
Für den Kurfürsten und Erzbischof Johann von Baden war er 1482 in diplomatischer Mission unterwegs. Am 27. Februar 1483 erhielt er die Ernennung zum Weihbischof in Trier sowie zum Titularbischof in Azotus.
Am 1. Juni 1483 folgte die Weihe zum Bischof in Trier; dabei erhielt er Dispens von den Ordensgelübden. Damit verzichtete von Eindhoven auf sein Priorat in Eberhardsklausen.
1484 verlieh er 40 Tage Ablass für den Besuch der Mathiaskirche an den Hochfesten des Herrn, der Mutter Gottes, an einigen Tagen vor Ostern und Pfingsten, an jedem Montag, am Kirchweihtag und an den Festen der Patrone.
1490 wurde er zum Administrator der Altmünsterabtei Luxemburg ernannt und legte am 1. September 1490 den obligatorischen Gehorsamseid als Abt ab.
Am 3. Januar 1508 legte er seine Ämter nieder. Sein Nachfolger im Amt des Trierer Weihbischofs wurde Johannes von Helmont, Nachfolger als Abt der Altmünsterabtei Luxemburg schon am 2. September 1490 zunächst Wilhelm von Heyck, nach dessen Tod 1508 ebenfalls Johannes von Helmont.

## Weihehandlungen (Auswahl)
- 4. September 1502 Neue Klosterkirche von Eberhardsklausen
- 28. Januar 1505 Bischofsweihe Jakob von Baden